# Velarium

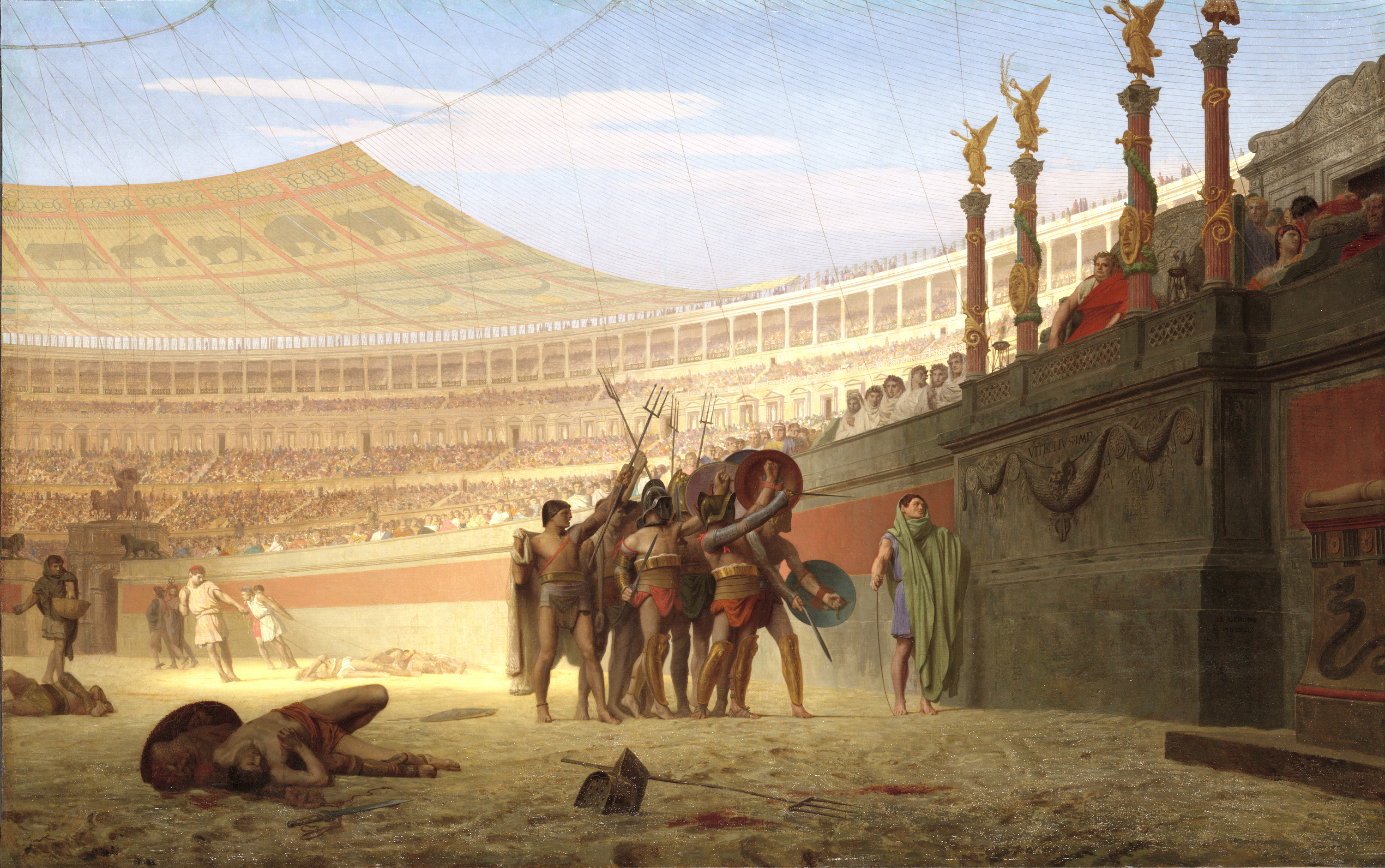
Il velarium, sullo sfondo dellAve, Caesar, morituri te salutant, visione artistica di Jean-Léon Gérôme

Il velarium (pl.: velaria), detto anche velum, era una copertura mobile in tessuto composta da più teli (o veli) in canapa, utilizzata nei teatri e negli anfiteatri romani per garantire agli spettatori un'adeguata protezione in caso di maltempo o nelle giornate di canicola.

## Struttura

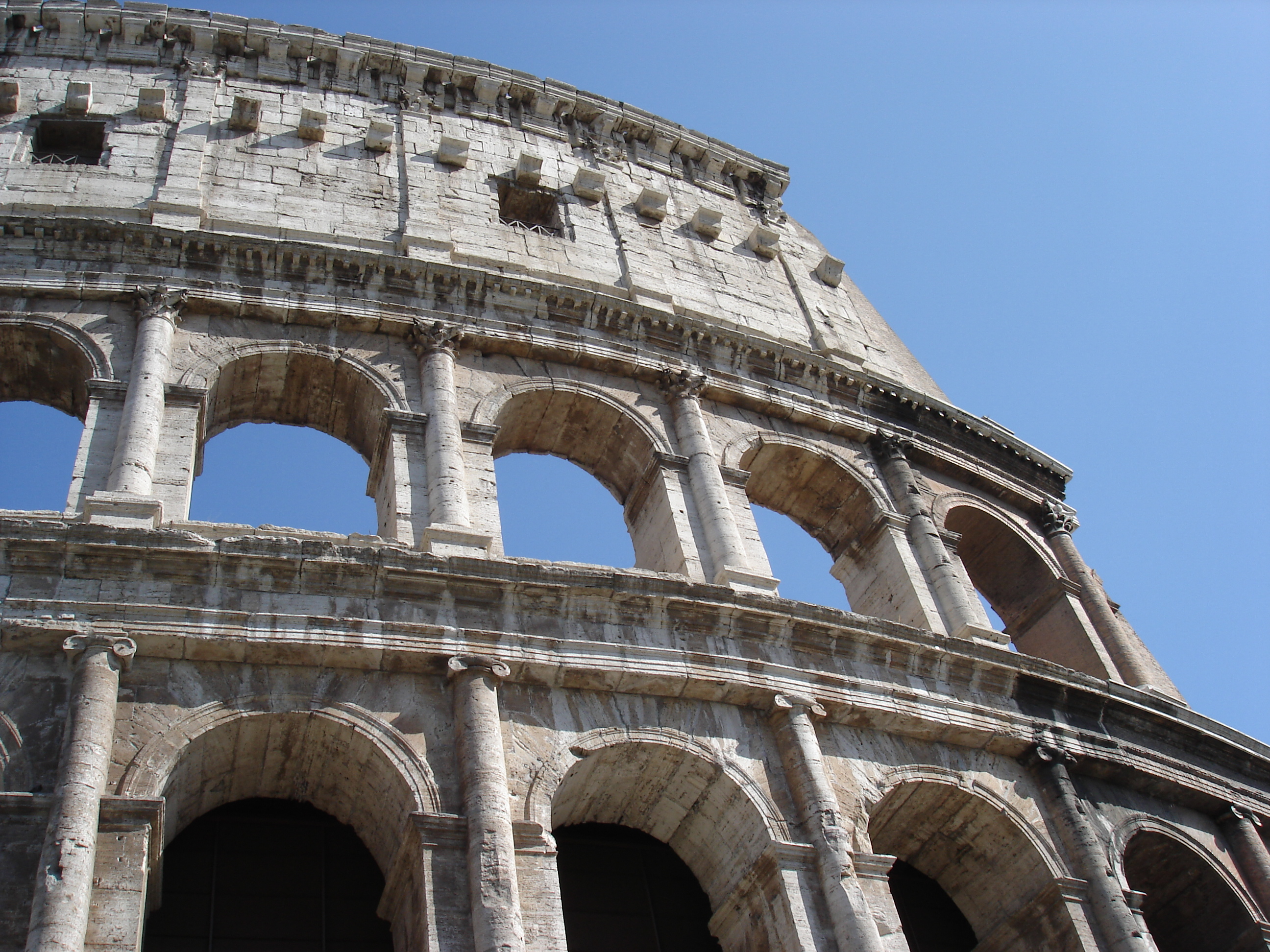
Le mensole e i soprastanti fori quadrangolari sull'ordine superiore del Colosseo

Come altri anfiteatri dell'epoca, anche il Colosseo era provvisto di un suo velarium. Il quarto e ultimo livello della sua facciata, soprastante i tre ordini di arcate, è costituito da una parete piena nella quale, insieme ad altri elementi architettonici, erano presenti 240 mensole sporgenti di pietra in corrispondenza delle quali, nella cornice terminale, si trovavano dei fori quadrangolari; al loro interno venivano inseriti dei pali che, appoggiandosi sulle mensole e sporgendo sopra l'edificio, costituivano i sostegni dell'immenso velarium.
Dalla loro sommità partiva un complesso sistema di corde, lungo le quali venivano aperte e distese enormi ed ombreggianti "vele", una sorta di struttura sospesa sull'arena che consentiva la copertura della cavea e di parte dell'arena stessa. La struttura presentava un anello al centro che favoriva l'aerazione dell'anfiteatro; in aggiunta, per attenuare possibili odori sgradevoli, durante gli spettacoli venivano spansi tra il pubblico getti d'acqua odorosa ed essenze profumate (sparsiones).

### Tecnologia di sostegno e funzionamento

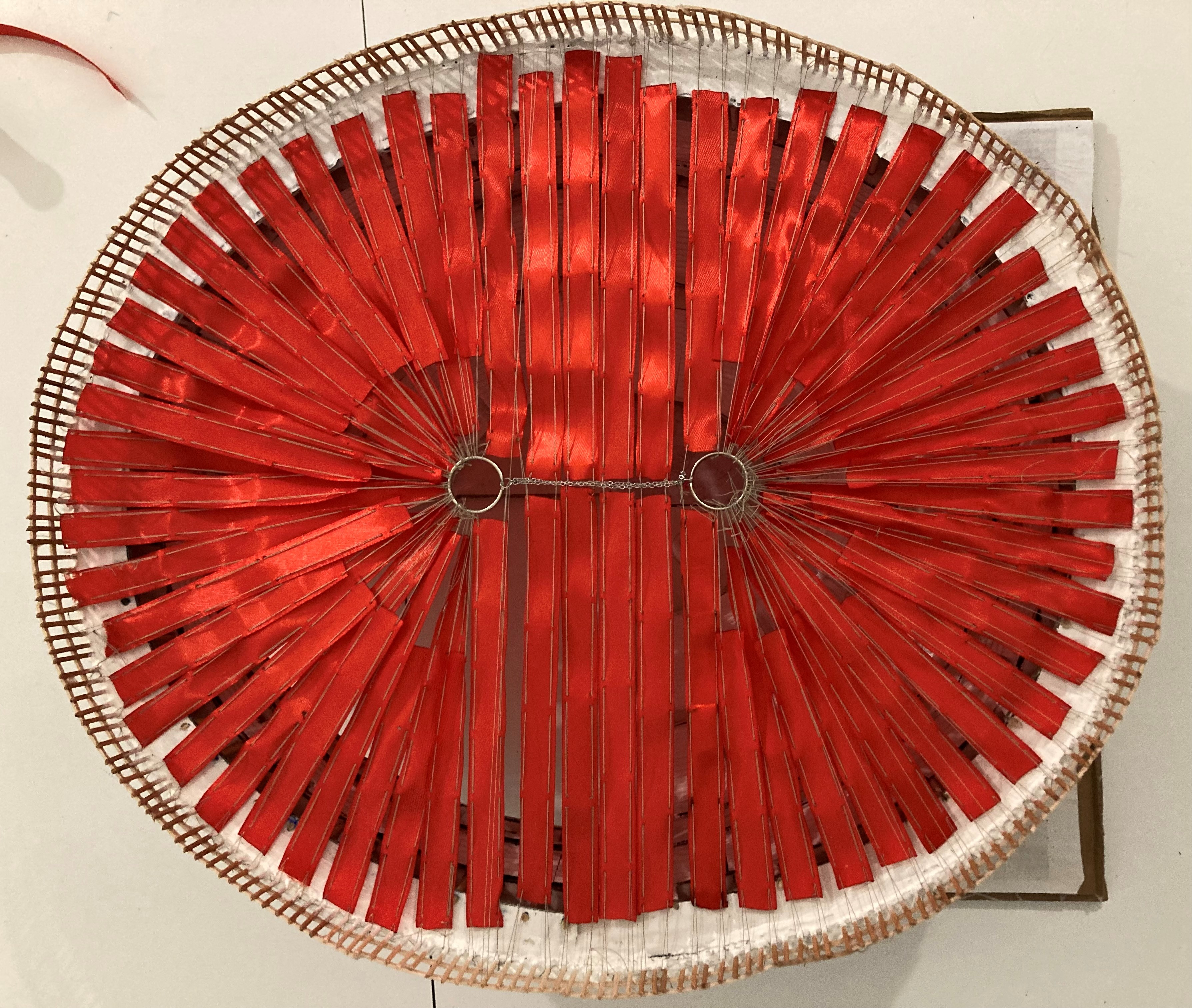
Velarium realizzato secondo l'interpretazione di D'anna e Molari. Cerchiatura laterale dei pali di sostegno, copertura totale con doppia catena centrale.

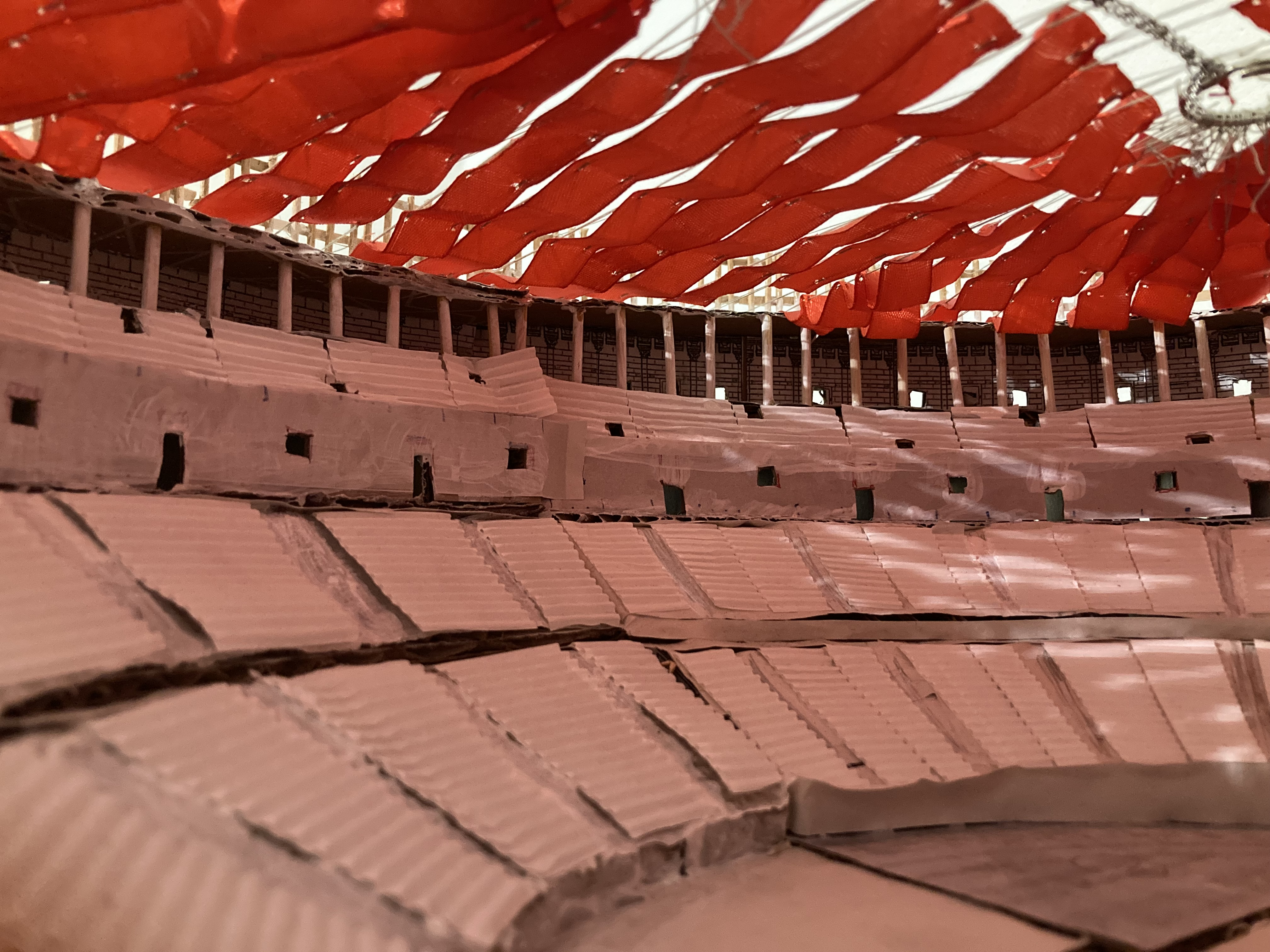
Il Velarium visto dall'interno del Colosseo.

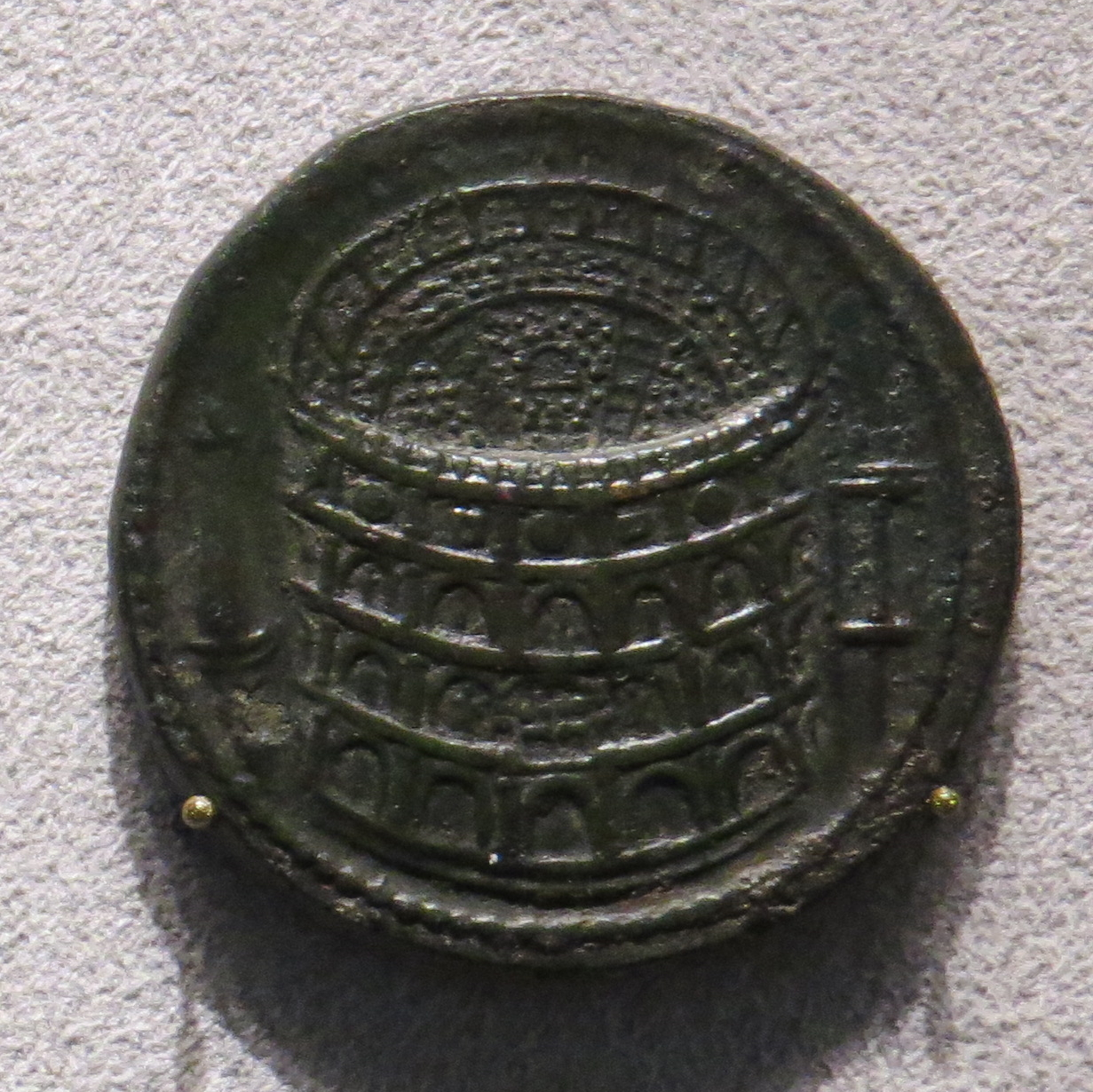
Sesterzio commemorativo emesso dall'imperatore Tito in occasione dell'inaugurazione dell'anfiteatro Flavio.

In molti, nel tempo, si sono cimentati nel proporre possibili ricostruzioni: Giuseppe Antonio Borgnis (1820), Stankoich Pietro (1822), Alvino Francesco (1833), Nibby A. (1838), Elvisio Tocco (1845), Luigi Canina (1848) che ipotizza vi fossero dei saettoni di sostegno ai pali che scaricavano il carico sul soffitto del porticato, Carlo Lucangeli (1848), Renè Chambon, Aldo Neppi Modona (1961). 
Secondo Enzo Manzione (1982), il peso della struttura, che altrimenti sarebbe precipitata verso l'interno, era controbilanciato ancorando altre funi su dei cippi di pietra, collocati a raggiera all'esterno della zona anulare pavimentata in travertino. Alcuni cippi sono ancora visibili sui lati nord ed est, e il loro posizionamento equidistante fa presumere che in origine fossero in tutto ottanta. Questa tesi è recentemente caduta dopo che lo scavo ha dimostrato che i cippi non avevano fondazioni.
Un'altra ipotesi, suffragata dall'immagine presente nel sesterzio di Tito coniato in occasione dell'inaugurazione del Colosseo, vede la presenza di cinture di sostegno dei pali (cerchiatura laterale), che rendeva autoportante la struttura.
Il velarium a quel tempo era una magistrale opera di ingegneria. Il suo posizionamento, estremamente complicato, veniva svolto da marinai molto esperti, un distaccamento della Classis Misenensis, la flotta romana di stanza a capo Miseno, che erano alloggiati nei castra misenatium, accampamenti situati nei pressi del Colosseo.
Considerando le dimensioni di questa velatura, gli anelli per farla scorrere lungo i cavi, oltre alle cime con i relativi argani, si arriva a un peso totale che recenti calcoli stimano intorno alle 24 tonnellate, cioè 100 chili per palo, e che tutto venisse manovrato da 1000 marinai della flotta militare di Miseno.

## Attestazioni

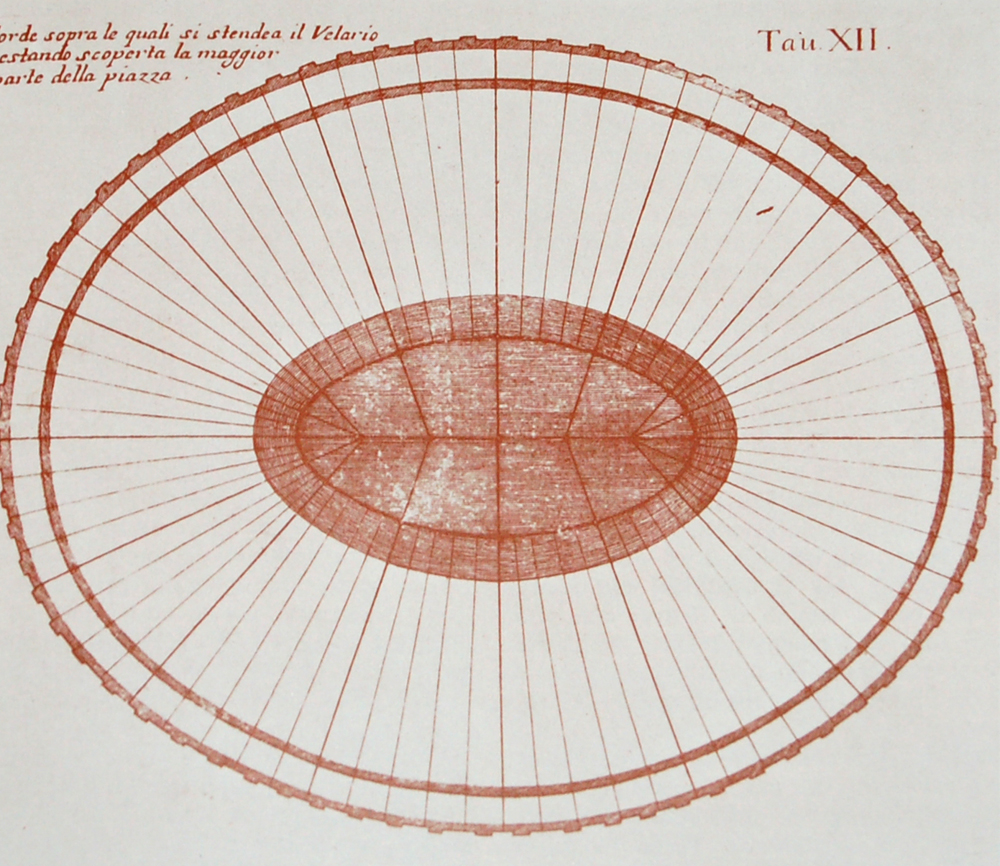
Ricostruzione del velarium dell'Arena di Verona in un'incisione di Scipione Maffei.

L'utilizzo del velarium è ricordato da numerosi storici: Plinio, quando gli spettacoli si svolgevano ancora nel Foro romano, ricorda la realizzazione di un enorme telo steso a copertura di tutta la piazza, «uno spettacolo più stupefacente dei giochi stessi».
Svetonio, nel suo Vite dei Cesari, narra che «Caligola facesse ritirare il velarium nelle ore più calde, ordinando che nessuno lasciasse l'anfiteatro».
Anche Lucrezio parla delle «corde tese sull'arena che, strappatesi, sbattevano fuori controllo tra i pali, rumoreggiando come il tuono».
Sia Marziale che Properzio riferiscono del velarium dell'anfiteatro di Pompei, che è pure raffigurato nel famoso affresco che ritrae l'episodio tragico della zuffa fra Pompeiani e Nocerini.
L'uso del velarium è riportato anche negli edicta munera, gli annunci che informavano sullo svolgimento degli spettacoli, come questo ritrovato nei pressi di Pompei:
(CIL IV, 9970)